# Gneo Fulvio Centumalo
Gneo Fulvio Centumalo (in latino Gnaeus Fulvius Centumalus; fl. III secolo a.C.) è stato un politico romano.

## Biografia
Terminata la prima guerra punica, la repubblica romana rivolse le proprie operazioni militari verso il mare Adriatico, così da sradicare la pirateria che lo affliggeva. I maggiori pericoli venivano da Teuta, regina degli Illiri, i quali minacciavano le rotte commerciali dei Romani. Quando i romani cercarono di avviare negoziati con gli Illiri ed  inviarono ambasciatori, Teuta diede l'ordine di ucciderli; questo portò alla prima guerra illirica tra il 229 a.C. ed il 228 a.C..
Durante la guerra, Centumalo ed il collega Lucio Postumio Albino riuscirono in breve tempo a conquistare l'Illiria, avendo trovato poca resistenza ed disperso facilmente le forze della regina Teuta, la quale si rifugiò con un piccolo gruppo di fedeli presso la fortezza chiamata Rhizon. I Romani stabilirono un protettorato su gran parte del territorio illirico ed incoronarono re Demetrio di Faro, così che potesse contrapporsi alla regina Teuta.
Centumalo tornò a Roma con gran parte delle forze di terra e navali, lasciando Albino con sole 40 navi e una piccola parte dell'esercito. Ad entrambi fu concesso il trionfo, il primo trionfo ottenuto contro l'Illiria.